# Casa care dansează
Casa care dansează (în cehă Tančící dům), sau Fred și Ginger, este porecla dată clădirii Nationale-Nederlanden de pe Rašínovo nábřeží (cheiul Rašín) din Praga, Republica Cehă. Ea a fost proiectată de către arhitectul croato-ceh Vlado Milunić, în colaborare cu arhitectul canadiano-american Frank Gehry, pe un teren viran de pe malul râului Vltava, în apropierea podului Jirásek. Clădirea a fost proiectată în anul 1992 și finalizată în 1996.
Designul netradițional a fost controversat la momentul respectiv deoarece clădirea ieșea în evidență printre clădirile baroce, gotice și în stil Art Nouveau pentru care este celebră Praga, iar în opinia unora ea nu se potrivește cu aceste stiluri arhitecturale. Președintele ceh Václav Havel, care a trăit câteva decenii în vecinătate, a sprijinit entuziast acest proiect, cu speranța că această clădire va deveni un centru de activitate culturală.
Gehry a numit inițial clădirea Fred și Ginger (după celebrii dansatori Fred Astaire și Ginger Rogers – clădirea seamănă cu o pereche de dansatori), dar această poreclă este acum foarte rar folosită; mai mult decât atât, chiar lui Gehry  i-a fost mai târziu „teamă de a importa kitsch-ul hollywoodian din America la Praga” și a renunțat astfel la propria lui idee.

## Origine
„Casa care dansează” este situată pe un teren de  o mare semnificație istorică. În acest loc a fost o casă distrusă cu prilejul bombardării orașului Praga de către americani, în 1945. Terenul și structura rămasă s-a ruinat până în 1960, când zona a fost curățată. Unul din terenurile vecine a fost deținut de familia lui Václav Havel, care și-a petrecut o mare parte din viață acolo. În 1986 (în perioada comunistă) V. Milunić, pe atunci un respectat arhitect din Cehoslovacia, a conceput ideea realizării unui proiect care să valorifice acel loc și l-a discutat cu vecinul lui, pe atunci puțin cunoscutul disident Václav Havel. Câțiva ani mai târziu, în timpul Revoluției de Catifea, Havel a devenit un lider popular și ulterior a fost ales președinte al Cehoslovaciei. Datorită autorității sale ideea de a dezvolta acel loc a crescut. Havel a hotărât în cele din urmă ca Milunić să studieze amplasamentul, sperând ca acolo să fie amenajat un centru cultural, dar rezultatul a fost unul diferit.
Grupul financiar olandez Nationale-Nederlanden (din 1991 ING Bank) a fost de acord să sponsorizeze construcția unei clădiri pe acel loc. „Super-banca” l-a ales pe Milunić ca arhitect principal și l-a rugat să-și ia ca partener un alt arhitect renumit pe plan mondial pentru a realiza proiectul. Arhitectul francez Jean Nouvel a refuzat ideea din cauza suprafeței prea mici, dar bine-cunoscutul arhitect canadiano-american Frank Gehry a acceptat invitația. Ca urmare a situației financiare excelente a băncii de la acea vreme, ea a fost capabilă să ofere o finanțare aproape nelimitată pentru acel proiect. De la prima lor întâlnire, desfășurată în 1992 la Geneva, Gehry și Milunić au început să dezvolte ideea originală a lui Milunić de realizare a unei clădiri compuse din două părți, una statică și alta dinamică („yin și yang”), care trebuiau să simbolizeze tranziția Cehoslovaciei de la un regim comunist la o democrație parlamentară.

## Structura

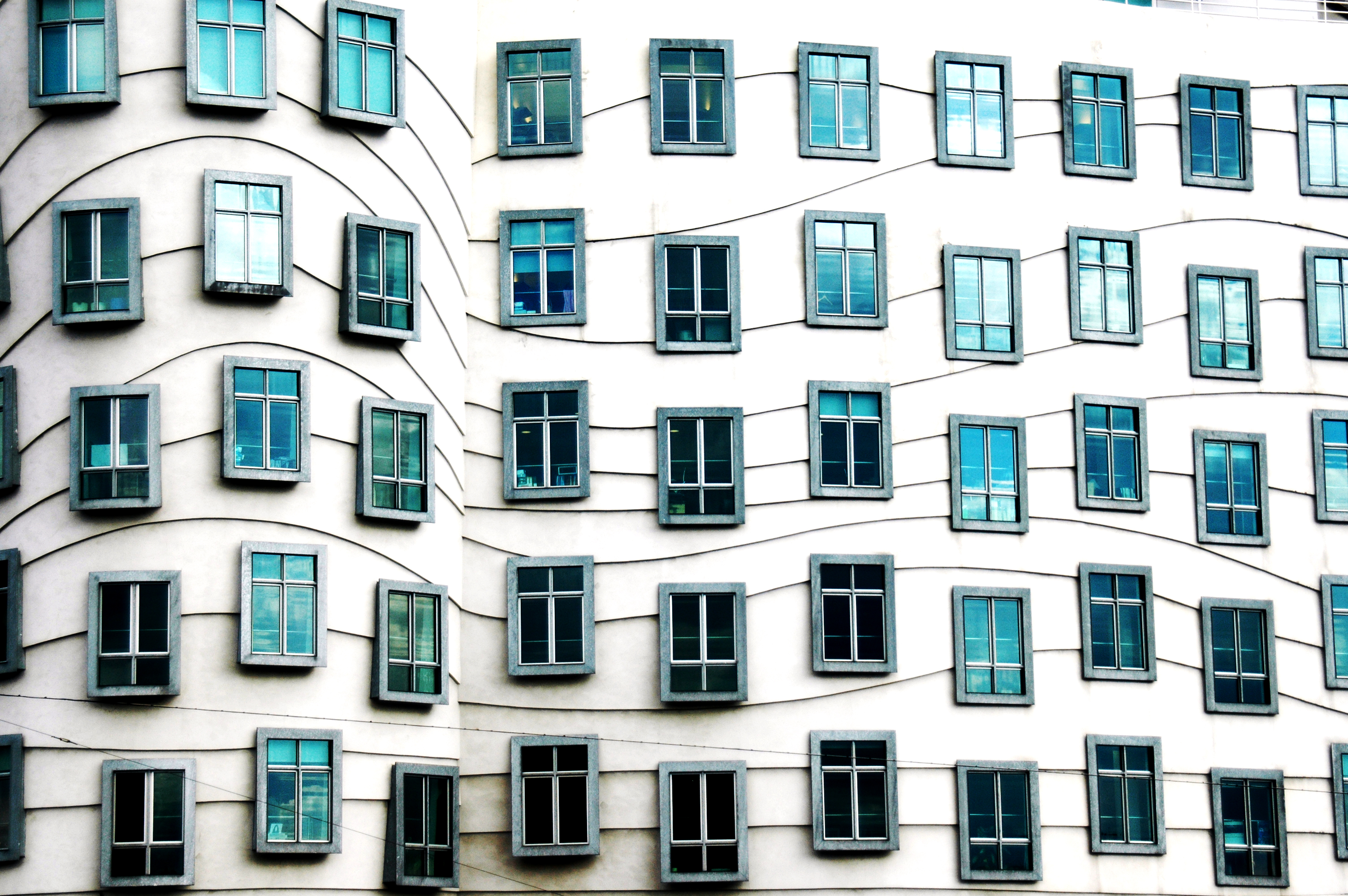
Ferestrele de la Casa care dansează

Stilul este cunoscut sub numele de arhitectură deconstructivistă („neo-barocă” după cum au numit-o arhitecții) datorită formei sale neobișnuite. Forma „dansantă” este susținută de 99 panouri de beton, fiecare cu o altă formă și dimensiune. În partea superioară a clădirii se află o mare structură din metal răsucit poreclită Medusa.
„În interiorul unei piețe cu clădiri din secolele al XVIII-lea și al XIX-lea, Casa care dansează are două corpuri centrale. Primul este un turn de sticlă, care este apropiat până la jumătate din înălțime și este susținut de piloni curbi, iar cel de-al doilea este paralel cu râul și se caracterizează prin muluri care urmează o mișcare ondulată și distribuită prin intermediul ferestrelor nealiniate astfel. Această soluție a fost determinată în principal de un fel de considerente estetice: modul de aliniere a ferestrelor evidențiază faptul că edificiul are două tipuri de ferestre, deși ele au aceeași înălțime ca și cele de la cele două clădiri adiacente din secolul al XIX-lea. Ele nu trebuie să fie percepute, de asemenea, de proiectant ca simple forme pe o suprafață plană, ci trebuie să realizeze un efect de tridimensionalitate, adică ideea de cadre ieșind din rame de tablouri. De asemenea, mulurile ondulate de pe fațadă fac perspectiva mai confuză, diminuând contrastul cu clădirile care o înconjoară.”

## Premii
Forma generală a clădirii este reprezentată acum pe o monedă de aur cu valoarea de 2.000 de coroane cehe emisă de Banca Națională a Cehiei. Moneda face parte dintr-o serie denumită „Zece secole de arhitectură”.

## Imagini

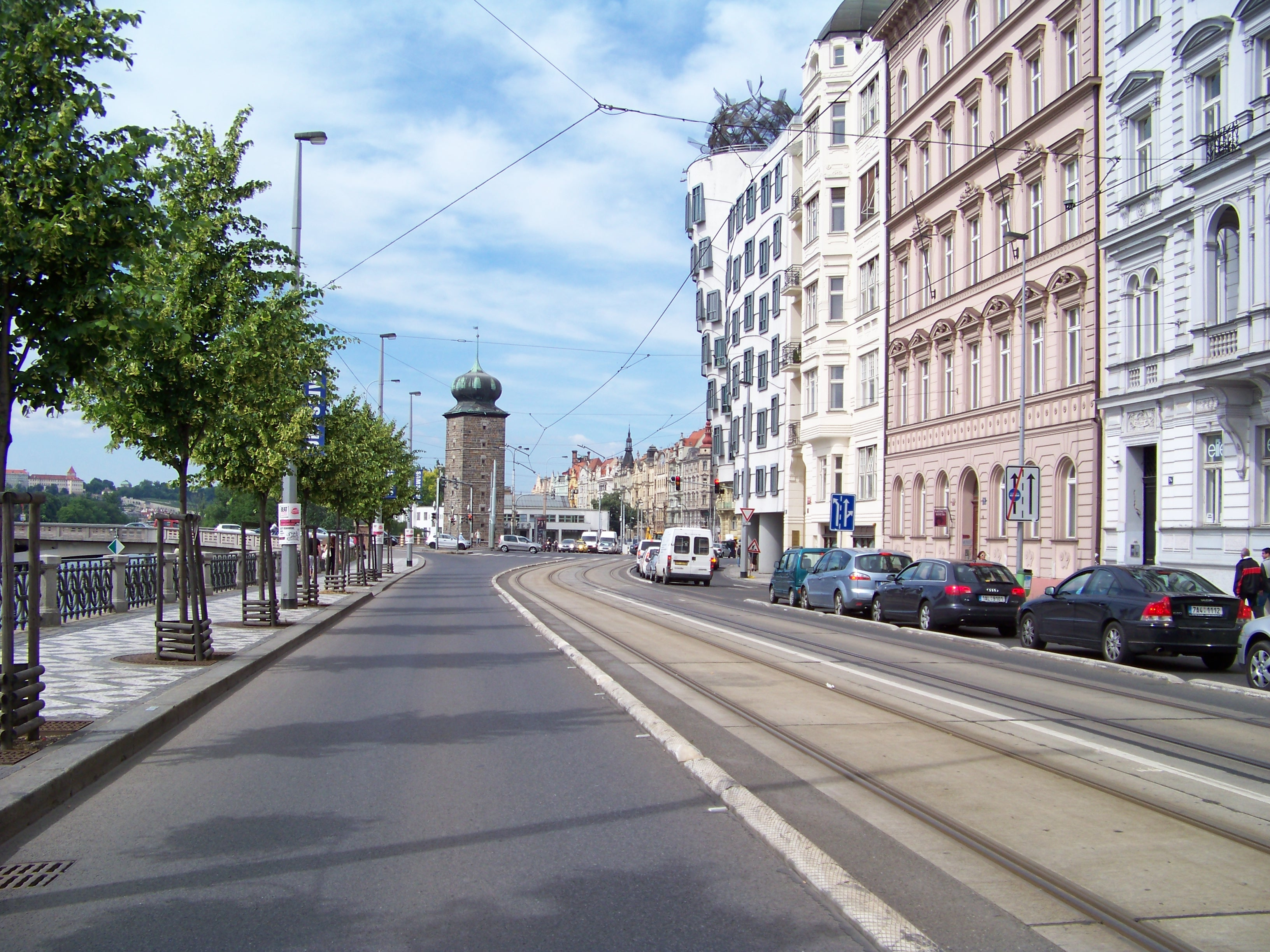
Cheiul Rašín
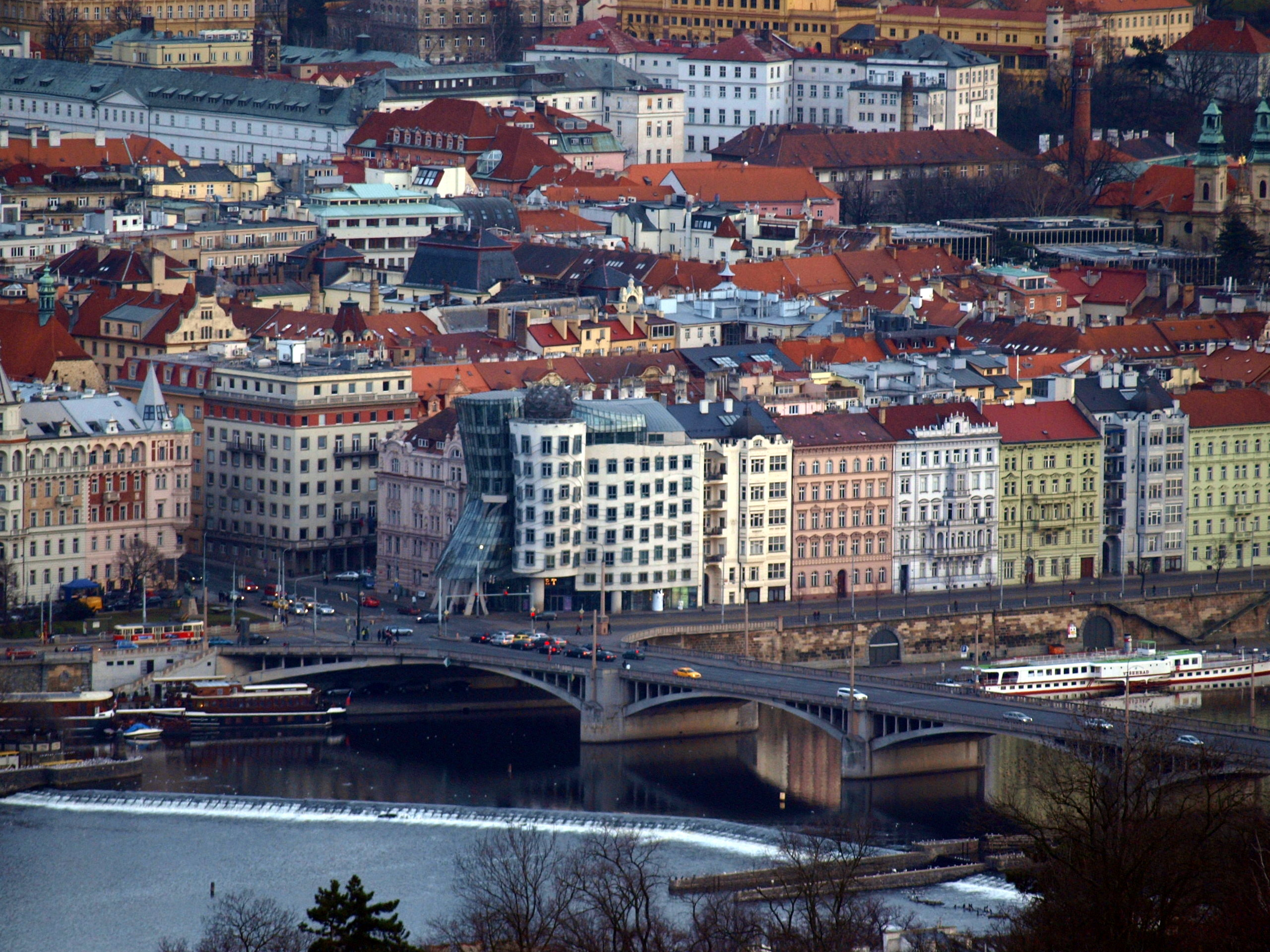
Casa care dansează și podul Jirásek de pe Vltava
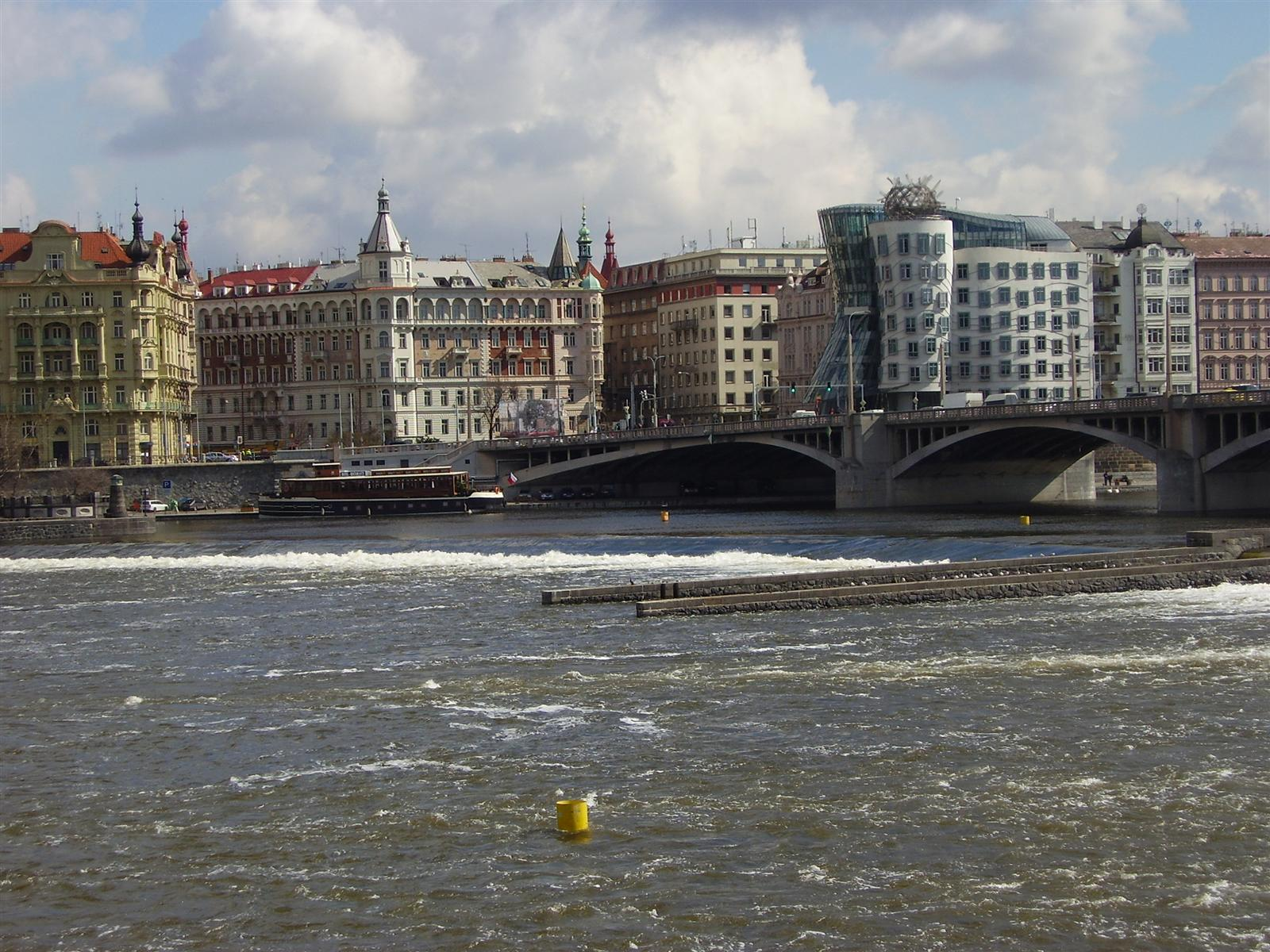
Casa care dansează și podul Jirásek de pe Vltava
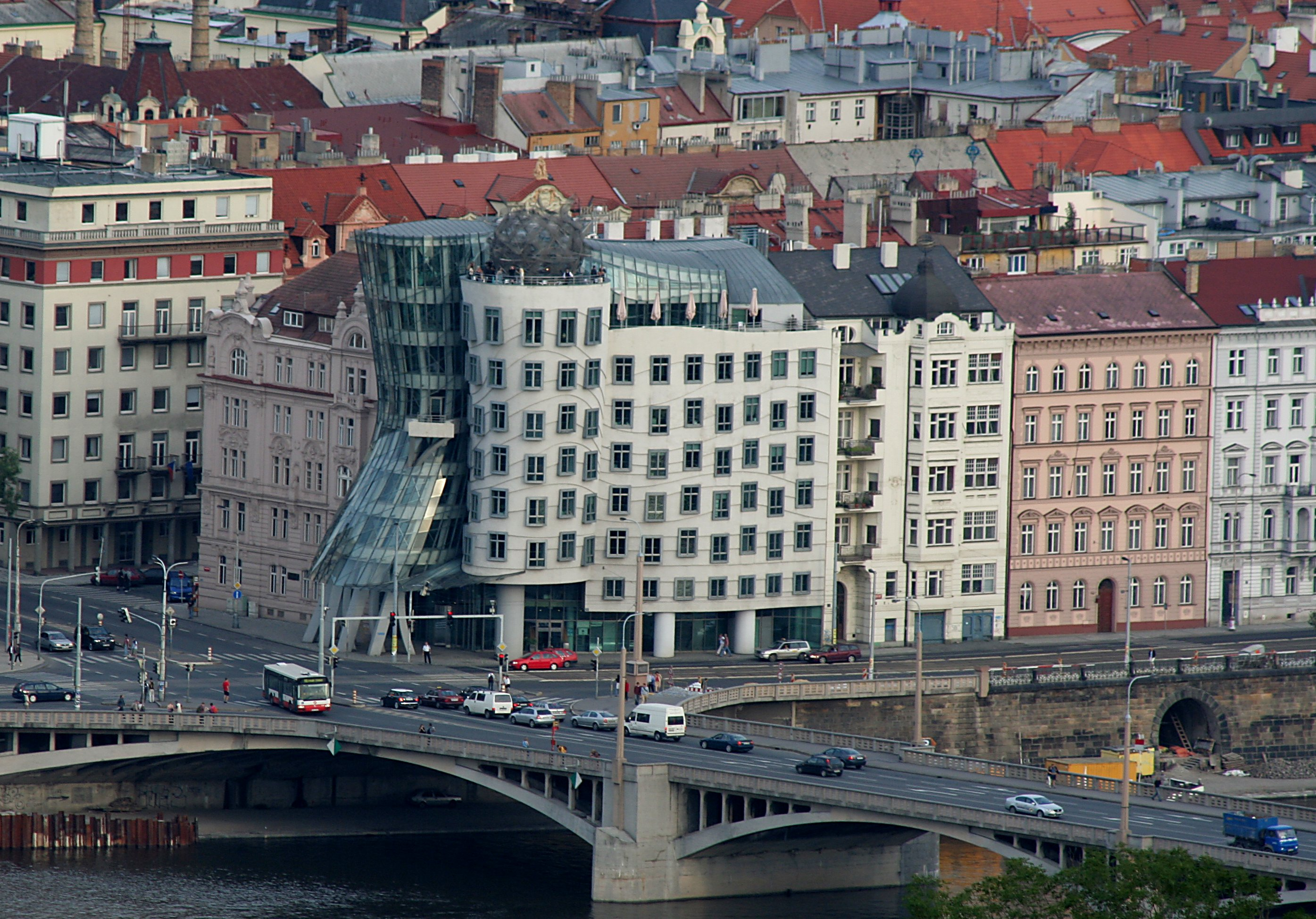
Casa care dansează și podul Jirásek de pe Vltava
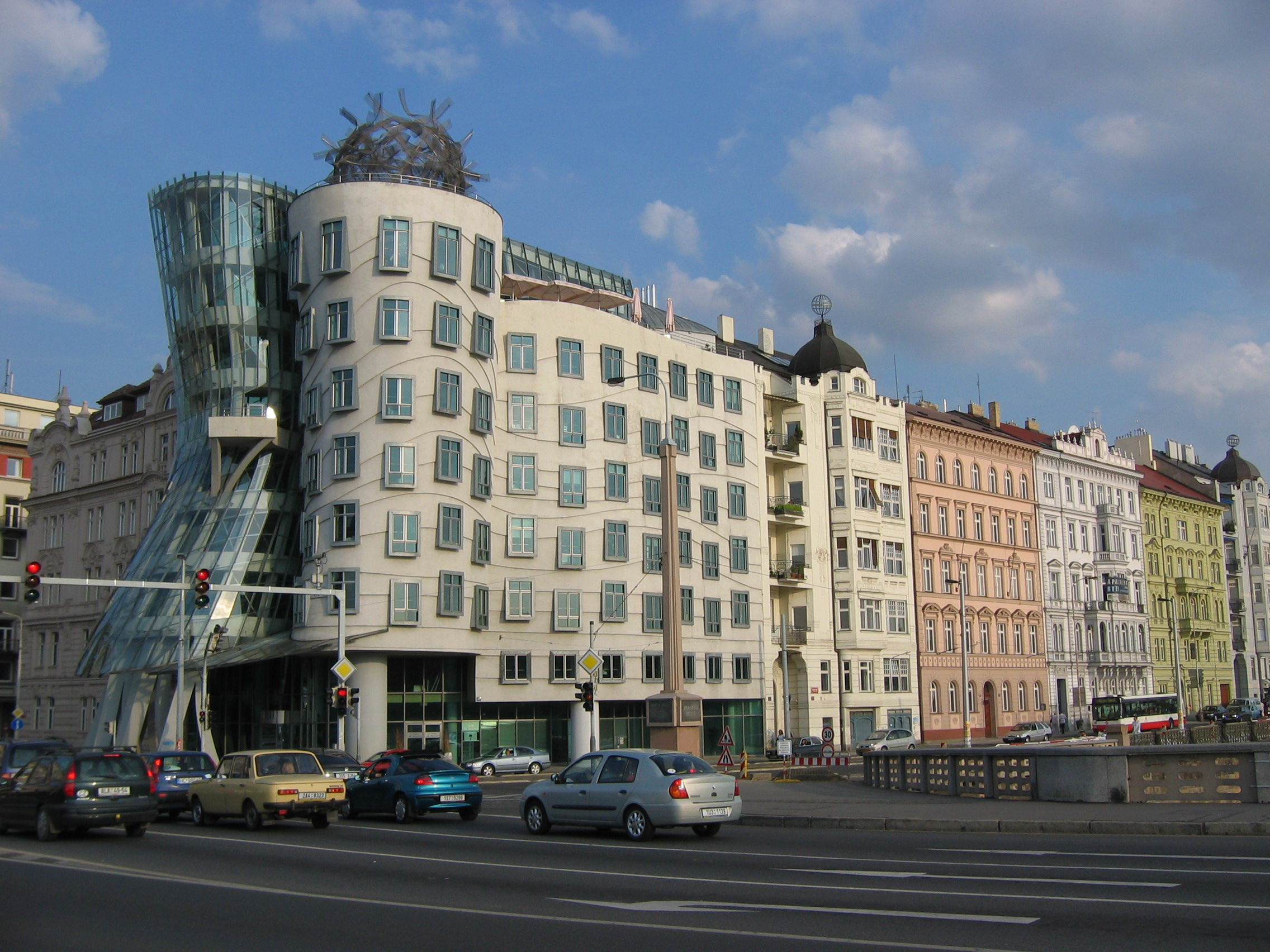
Casa care dansează
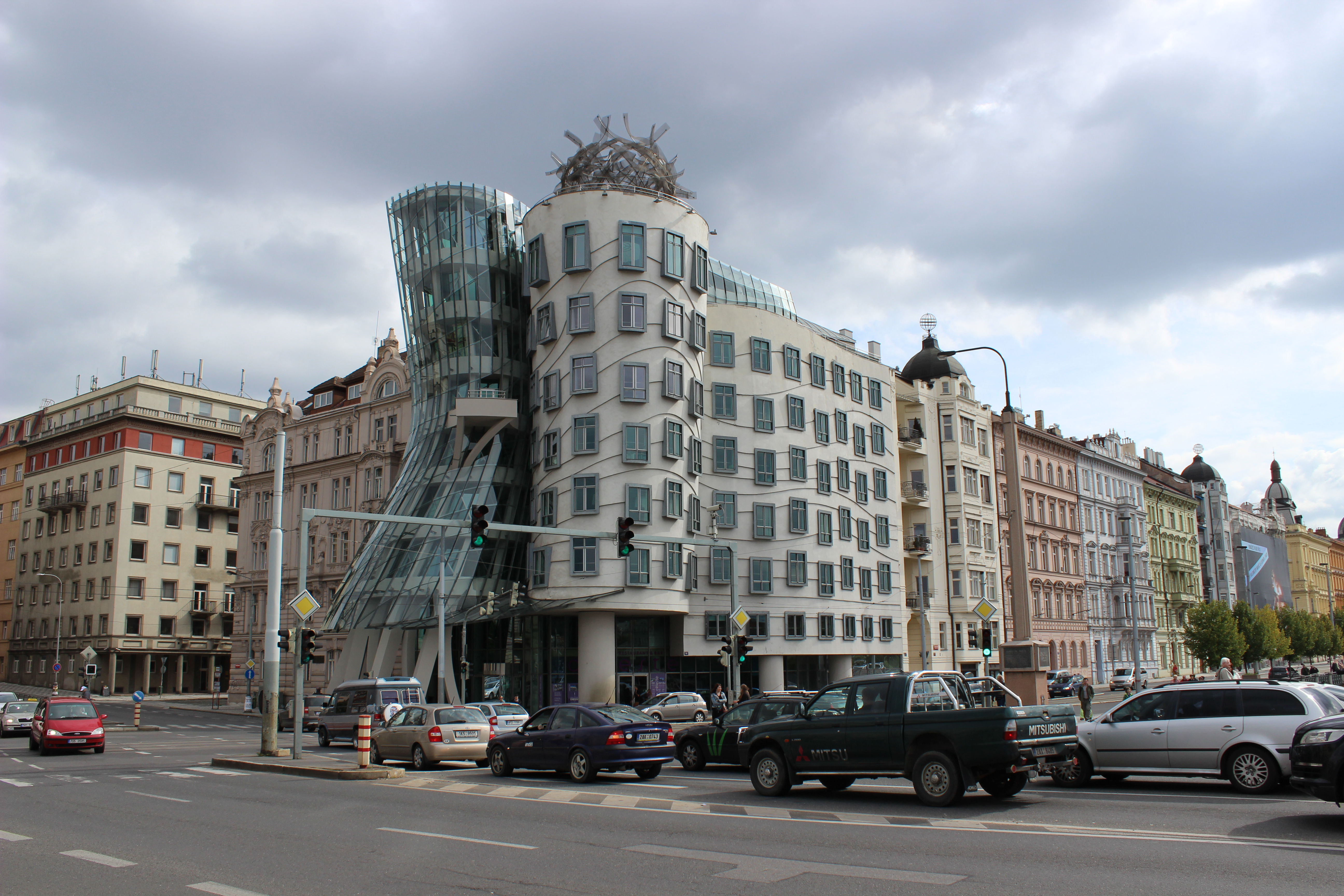
Casa care dansează
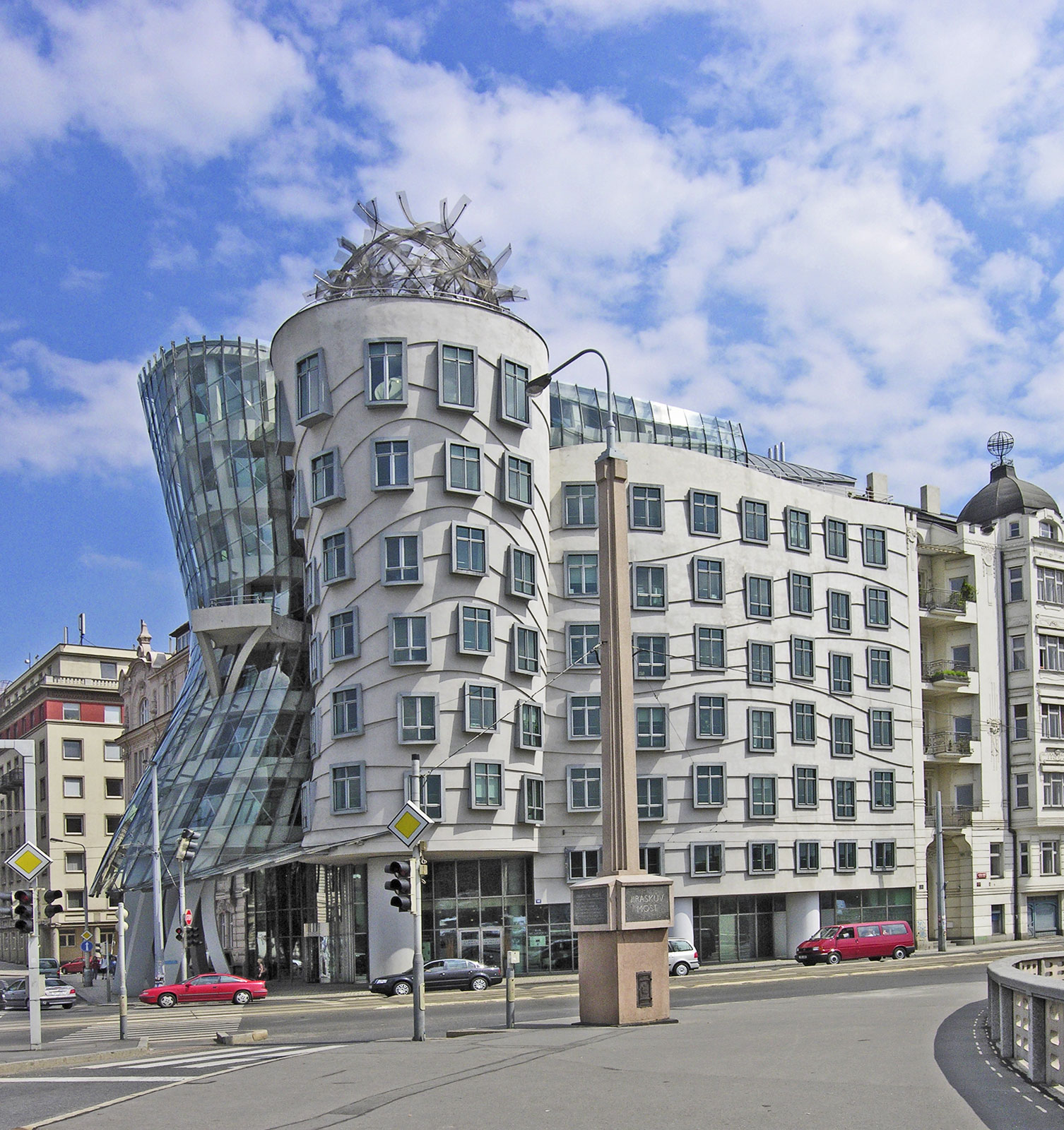
Casa care dansează
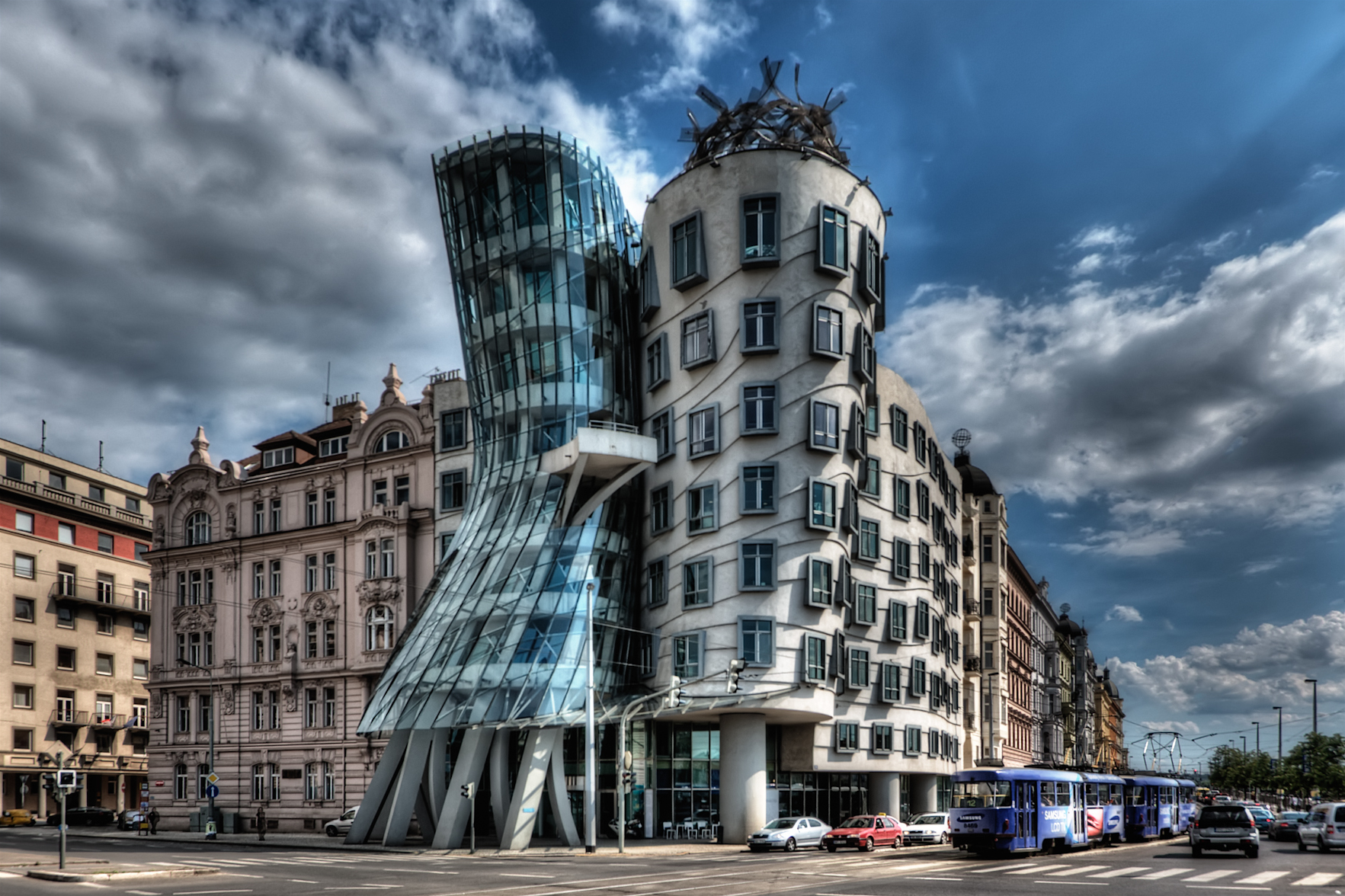
Casa care dansează
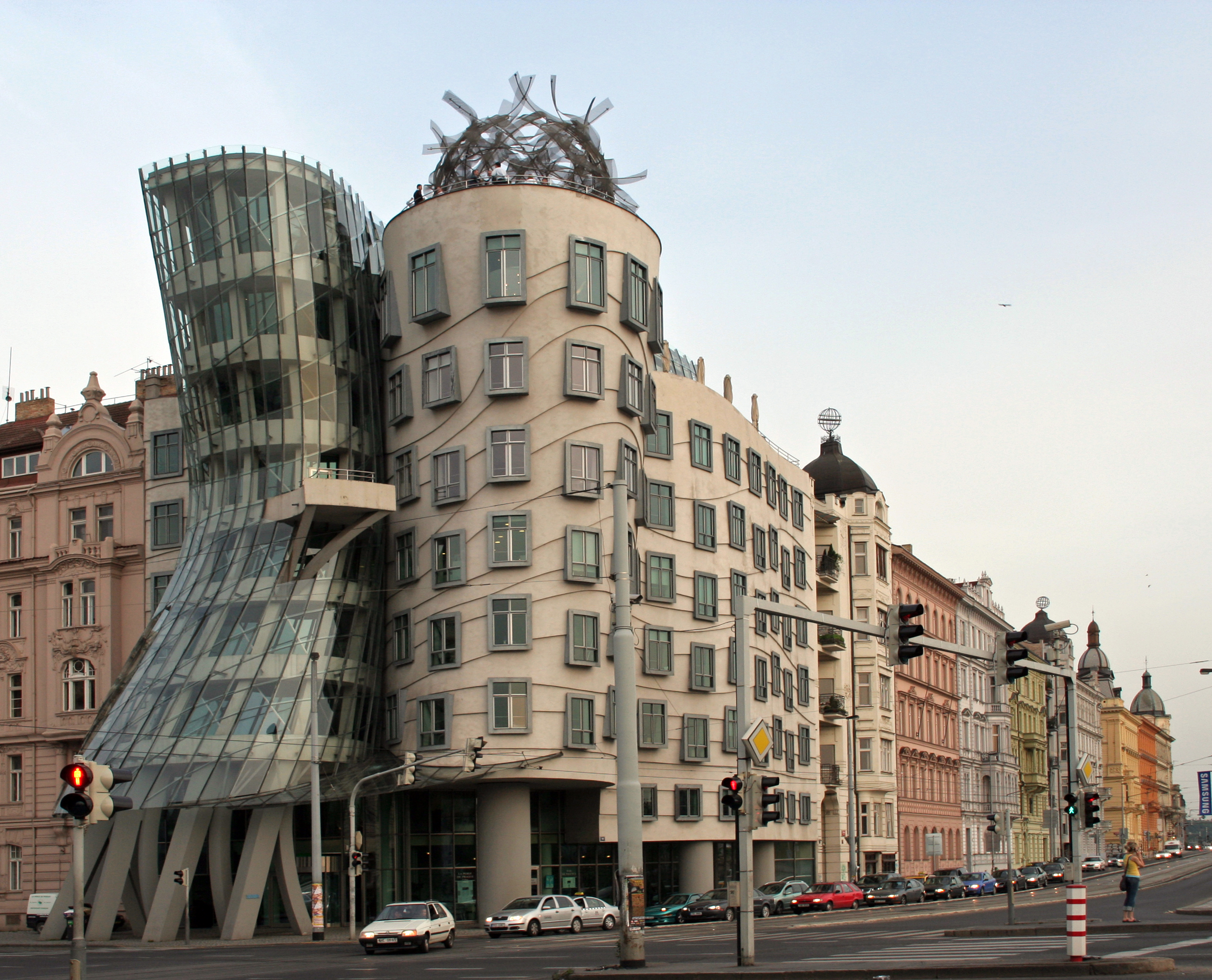
Casa care dansează
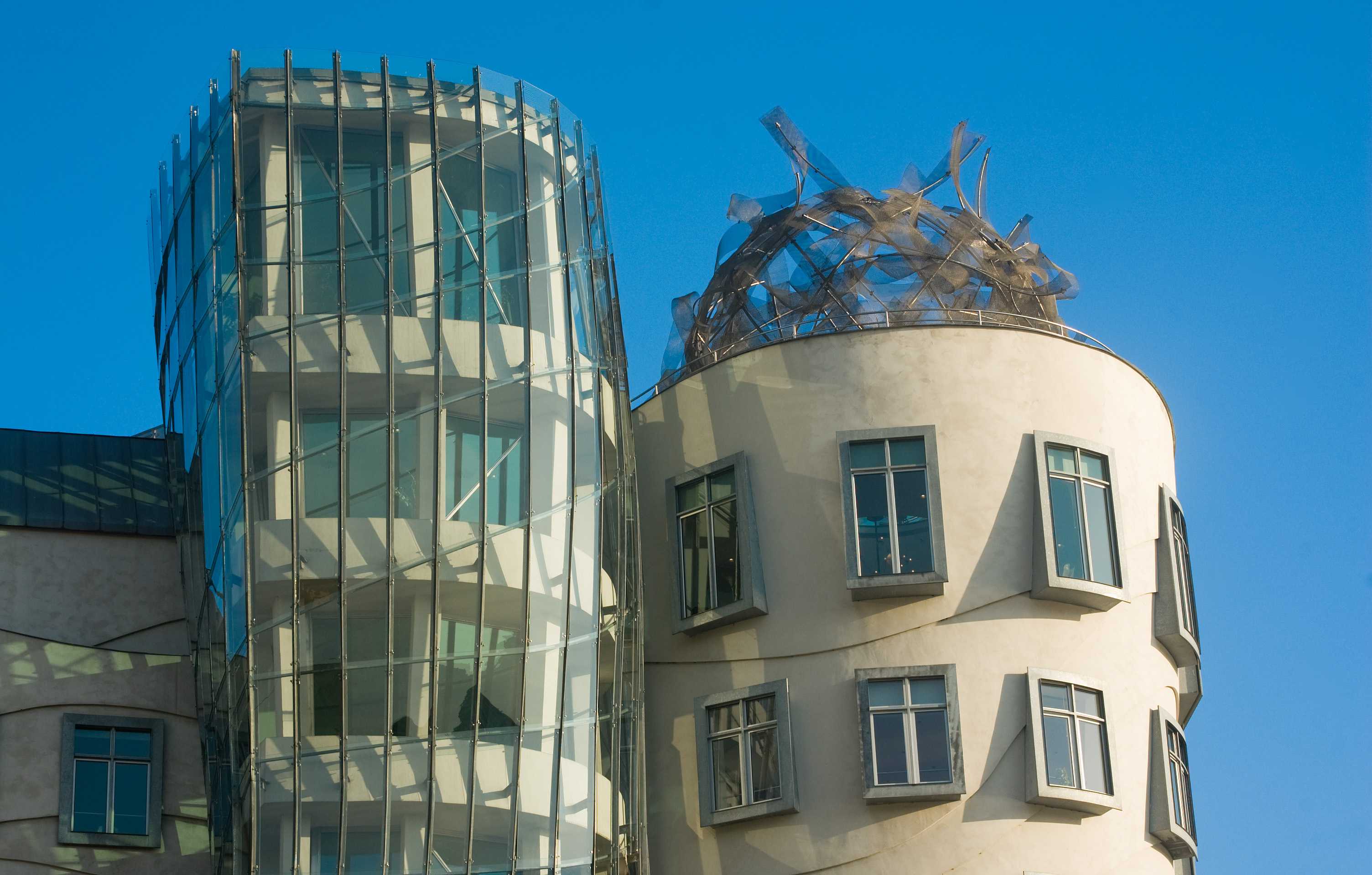
Detaliu